# Carolina, Maranhão
Carolina este un oraș în Maranhão (MA), Brazilia.